# خوسيه بيرت
خوسيه بيرت (بالفرنسية: José Beyaert)‏ مواليد 1 أكتوبر 1925 في عدسة، باد كاليه، فرنسا - الوفاة 11 يونيو 2005 في لا روشيل، كان دراج فرنسي. سبق أن شارك في دورة الألعاب الأولمبية الصيفية وفاز بميدالية أولمبية.

## الميداليات
| الميدالية | المسابقة                       |
| --------- | ------------------------------ |
| ذهبية     | الألعاب الأولمبية الصيفية 1948 |

## روابط خارجية
- خوسيه بيرت على موقع أرشيف الدراجات (الإنجليزية)
- خوسيه بيرت على موقع إحصائيات الدراجات الإحترافية (الإنجليزية)
- خوسيه بيرت على موقع CycleBase (الإنجليزية)
- خوسيه بيرت على موقع أوليمبيديا (الإنجليزية)